# Teach-In
Teach-In – holenderska grupa muzyczna założona w 1969 roku w Enschede. W składzie Gettie Kaspers, Chris de Wolde, Ard Weenink, Koos Versteeg, John Gaasbeek i Ruud Nijhuis zwyciężyli w Konkursie Piosenki Eurowizji w roku 1975 piosenką "Ding-A-Dong".

## Dyskografia

### Albumy
- 1974 - Roll Along (CNR)
- 1975 - Get On Board (CNR)
- 1975 - Festival (CNR)
- 1976 - Teach-In (Polydor)
- 1977 - See The Sun (Negram)
- 1979 - Greenpeace (CNR)